# Perigune
En la mitología griega Perigune o Perígune (en griego Περιγούνη, Perigúne) era la hija de Sinis, bandido del istmo de Corinto, que fue muerto a manos de Teseo. Algunos dicen que fue raptada por Teseo y otros que incluso violó a la pobre muchacha.
Tenía Sinis una hija bellísima y muy alta, llamada Perigune. A esta, que había huido cuando fue muerto el padre, la buscaba Teseo por todas partes. Y ella, refugiándose en un paraje con mucha broza y abundancia de pimpinela espinosa y aspálato, con la mayor candidez e inocencia, cual si estuviera rogando a seres capaces de percibir, les prometía con juramentos que, si la salvaban y escondían, nunca les haría daño ni los quemaría. Mas como Teseo continuaba llamándola y daba fe de que cuidaría bien de ella y no la iba a maltratar, salió, y de su unión con Teseo dio a luz a Melanipo. Luego vivió con Deyoneo, hijo de Éurito el de Ecalia, a quien se la concedió Teseo. De Melanipo, el de Teseo, fue hijo Yoxo, que tomó parte con Órnito en la colonia enviada a Caria. A partir de ahí, se fijó la costumbre, para los yóxidas y las yóxides, de no quemar la planta del aspálato ni la pimpinela espinosa, sino darle culto y respetarla.
Robert Graves dice que como se creía que el Viento Norte, que dobla los pinos, fertilizaba a las mujeres, los animales y las plantas, se describe a «Pitiocantos» como padre de Perígune, una diosa de los sembrados. El apego de sus descendientes a las esparragueras y los juncales indica que los cestos sagrados que llevaban en las Tesmoforias estaban tejidos con esos materiales, y, por tanto, prohibidos para el uso corriente.
Su nombre también se escribe Periguna, Perigone y Perigenia en El sueño de una noche de verano de Shakespeare.